# Червен (град)
Вижте пояснителната страница за други значения на Червен.
Червен (на беларуски: Чэрвень; на руски: Червень) е град в Беларус, административен център на Червенски район, Минска област. Населението на града е 9619 души (по приблизителна оценка от 1 януари 2018 г.).

## История
За пръв път селището е упоменато през 1387 година.

## География
Градът е разположен на 64 км югоизточно от столицата Минск.